# Japón en los Juegos Paralímpicos de Río de Janeiro 2016
Japón estuvo representado en los Juegos Paralímpicos de Río de Janeiro 2016 por un total de 132 deportistas, 86 hombres y 46 mujeres.

## Medallistas
El equipo paralímpico japonés obtuvo las siguientes medallas:
| Nombre | Deporte                  | Evento                          |
| --- | ------------------------ | ------------------------------- |
| Oro |                          |                                 |
| — |                          |                                 |
| Plata |                          |                                 |
| Misato Michishita | Atletismo                | Maratón T12 femenino            |
| Tomoki Sato | Atletismo                | 400 m T52 masculino             |
| Tomoki Sato | Atletismo                | 1500 m T52 masculino            |
| Atsushi Yamamoto | Atletismo                | Salto de longitud T42 masculino |
| Takayuki Hirose Takayuki Kitani Hidetaka Sugimura Yuriko Fujii | Bochas                   | Equipo BC1-2 mixto              |
| Yurie Kanuma | Ciclismo en ruta         | Contrarreloj B femenino         |
| Masaki Fujita | Ciclismo en ruta         | Contrarreloj C3 masculino       |
| Keiichi Kimura | Natación                 | 50 m libre S11 masculino        |
| Keiichi Kimura | Natación                 | 100 m mariposa S11 masculino    |
| Makoto Hirose | Yudo                     | –60 kg masculino                |
| Bronce |                          |                                 |
| Sae Tsuji | Atletismo                | 400 m T47 femenino              |
| Masahiro Okamura | Atletismo                | Maratón T12 masculino           |
| Tomoki Tagawa Atsushi Yamamoto Keita Sato Hajimu Ashida | Atletismo                | 4 × 100 m T42-47 masculino      |
| Keiichi Kimura | Natación                 | 100 m braza SB11 masculino      |
| Keiichi Kimura | Natación                 | 100 m libre S11 masculino       |
| Takuro Yamada | Natación                 | 50 m libre S9 masculino         |
| Takuya Tsugawa | Natación                 | 100 m espalda S14 masculino     |
| Keichi Nakajima | Natación                 | 200 m estilos SM14 masculino    |
| Daisuke Ikezaki Kazuhika Kanno Kotaro Kishi Shin Nakazato Shinichi Shimakawa Takeshi Shoji Hidefumi Wakayama Masayuki Haga Yukinobu Ike Imai Tomoaki Seiya Norimatsu Takahisa Yamaguchi | Rugby en silla de ruedas | Torneo mixto                    |
| Yui Kamiji | Tenis en silla de ruedas | Individual femenino             |
| Shingo Kunieda Satoshi Saida | Tenis en silla de ruedas | Dobles masculino                |
| Junko Hirose | Yudo                     | –57 kg femenino                 |
| Satoshi Fujimoto | Yudo                     | –66 kg masculino                |
| Kento Masaki | Yudo                     | +100 kg masculino               |